# لیتل آرکانزاس (آرکانزاس)
لیتل آرکانزاس (به انگلیسی: Little Arkansaw) یک منطقهٔ مسکونی در ایالات متحده آمریکا است که در شهرستان بونی، آرکانزاس واقع شده‌است. لیتل آرکانزاس ۴۳۴٫۰۴ متر بالاتر از سطح دریا واقع شده‌است.